# Зозулинець чоловічий
{{#ifeq:0|0|{{#if:|{{#if:Orchismascula|[[]}}|}}}}

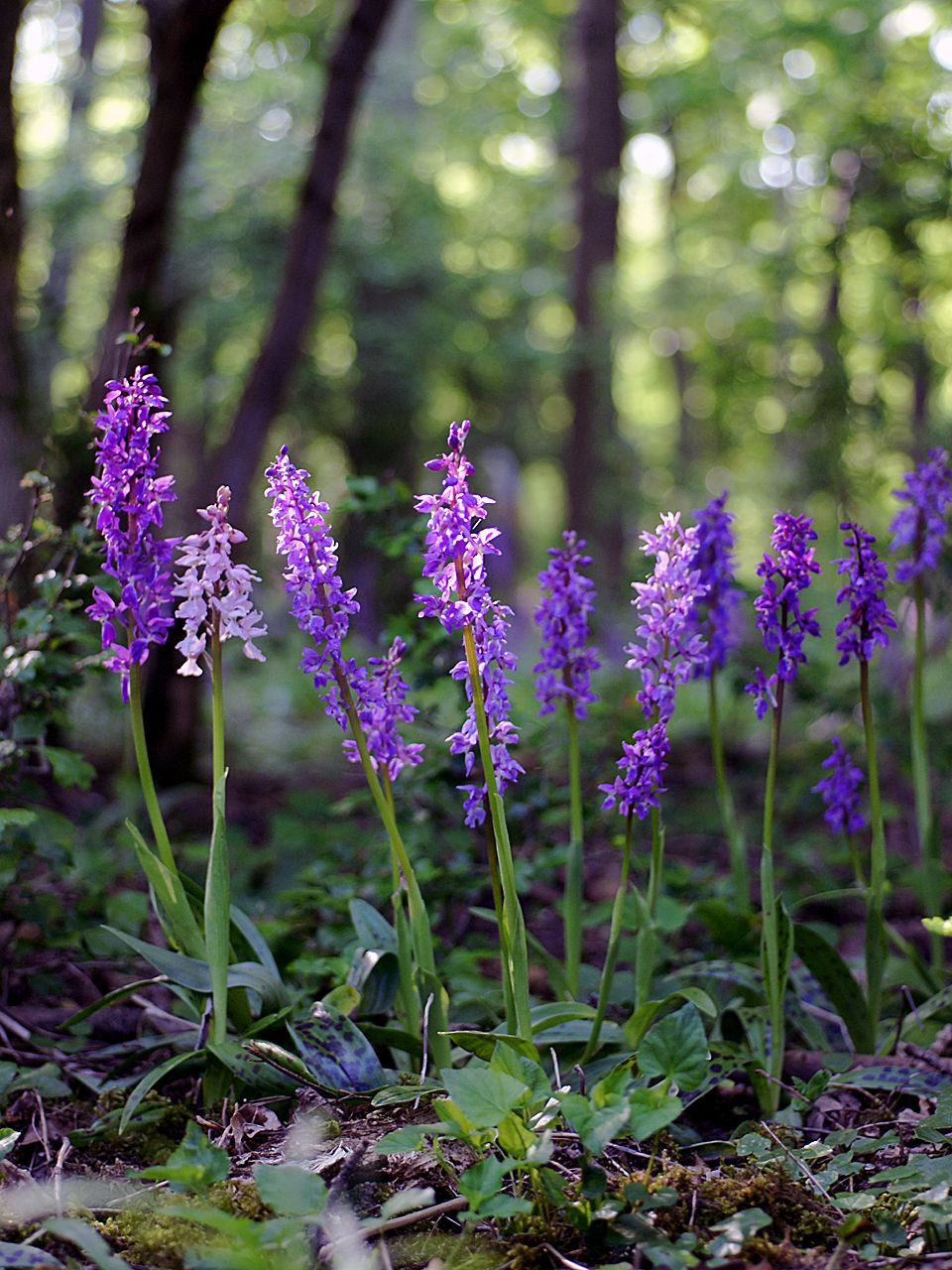
Рослина у Німеччині

Зозулине́ць чоловічий («земне серце») (Orchis mascula) — багаторічна трав'яна рослина з роду зозулинець родини зозулинцевих (Орхідних) (Orchidaceae), занесена до Червоної книги України.

## Ботанічний опис
Рослина з нерозгалуженим стеблом і зеленими соковитими листками з паралельним жилкуванням. Квітки зозулинців неправильні, зібрані у правильний колос чи гроно на верхівці стебла. Листочки оцвітини розчепірені або зібрані в шолом, мають різну довжину і різний колір, губа при основі із шпоркою, цілісна або трироздільна, гола або запушена. Тичинок одна. Плід — коробочка, що розтріскується трьома швами. Насіння дуже дрібне. Зозулинцеві мають дві підземні бульби. На час цвітіння одна з них несе і годує відросле стебло, через що виснажена і зморшкувата (травнева бульба), а друга, від якої розвивається стебло у наступний вегетативний період, повна і соковита (дочірня бульба). 3 лікувальною метою використовують саме дочірні бульби.

## Поширення та чисельність

Поширення в Україні

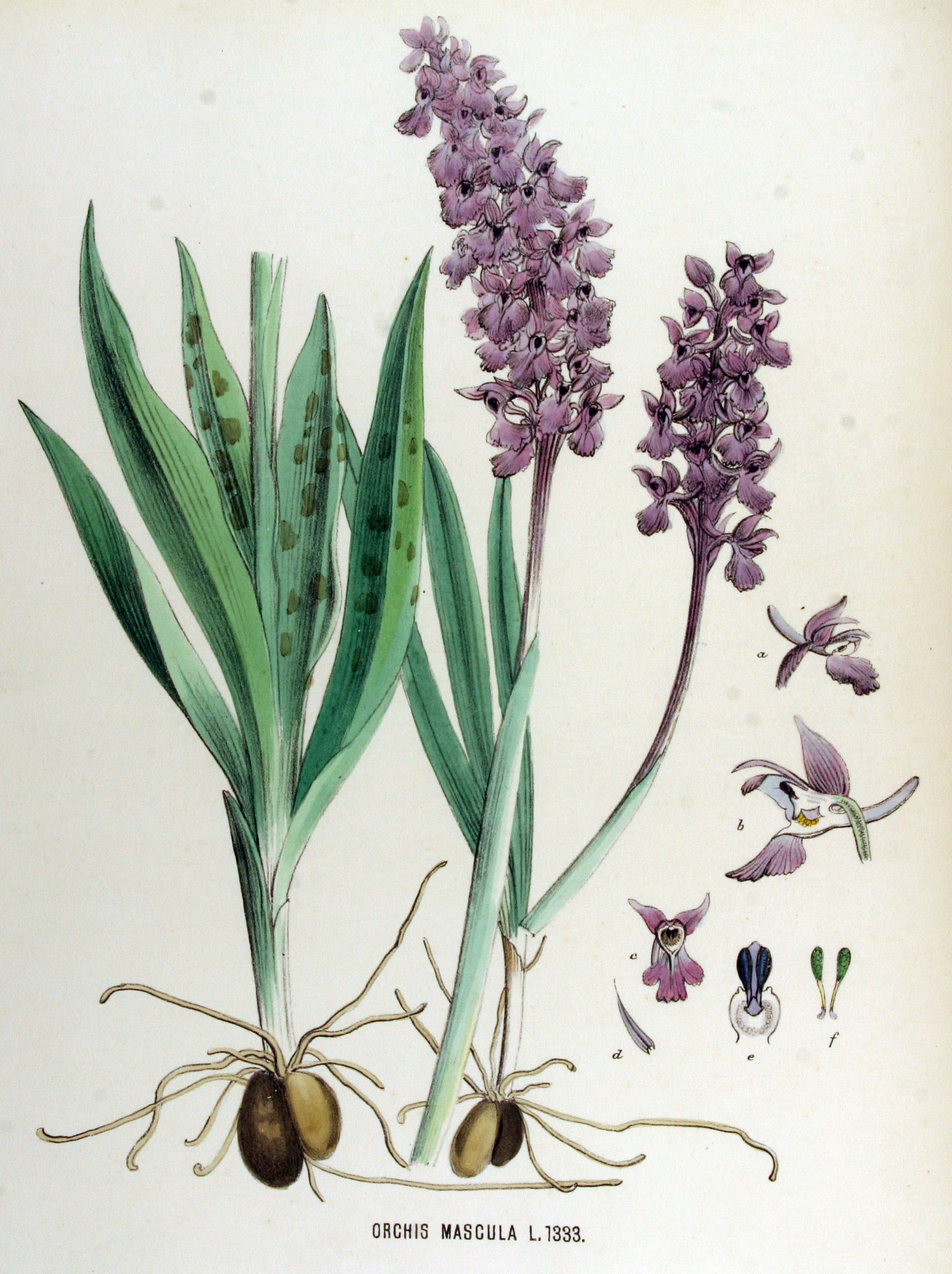
Orchis mascula — Flora Batava — Volume v17

Скандинавія, Атлантична, Середня, Східна Європа (помірна смуга), Середземномор'я, Крим, Кавказ, Мала і Західна Азія. В Україні — Карпати, Поділля, Степ (рідко), Гірський Крим (частіше).
Чисельність і структура популяцій в Україні: Виявлено понад 60 місцезнаходжень. У Карпатах популяції з низькою чисельністю; у Криму рослини трапляються групами (50-60, рідше по 10–15 особин на 100 м²), іноді поодинокими екземплярами. Співвідношення окремих вікових груп у популяціях коливається залежно від еколого-ценотичних умов.
Причини зміни чисельності: Освоєння територій, меліорація, вирубка лісів, перетворення сінокосів на пасовища, заготівля квітів і бульб.
Місця зростання: Лісові галявини, чагарники, гірські схили на помірно зволожених ділянках. У Карпатах спорадично росте в лучних угрупованнях союзу Arrhenatherion та асоціації Festucetum rubrae кл. Molinio-Arrhenatheretea та кл. Nardo-Callunetea, в угрупованнях порядку Fagetalia sylvaticae. У Гірському Криму — у дубових і соснових лісах на освітлених місцях (кл. Erico-Pinetea), на лісових галявинах в угрупованнях кл. TrifolioGeranietea, серед чагарників в угрупованнях кл. Rhamno-Prunetea, на луках та кам'янистих осипах. Мезофіт, кальцефіл.

## Загальна біоморфологічна характеристика
Геофіт. Багаторічна трав'яна рослина, 15-30(50) см заввишки. Бульби яйцеподібні або овальні. Листки скупчені біля основи стебла, широколанцетні, ясно-зелені з фіолетовими плямами. Суцвіття колосоподібне, нещільне, багатоквіткове. Квітки пурпурові, рожеві, ясно-фіолетові. Губа видовжено-яйцеподібна, звужена при основі, глибоко-трилопатева, середня частина довша за бічні, ширша, з виїмкою або зубчаста. Цвіте у квітні-травні. Плодоносить у червні-липні. Розмножується насінням. Ступінь природного поновлення невідомий.

## Збереження та розмноження
Режим збереження популяцій та заходи з охорони: Занесено до Додатку II CITES. Охороняється в Карпатському БЗ, Кримському, «Мис Мартьян», Карадазькому, Ялтинському гірсько-лісовому, Дніпровсько-Орільському ПЗ, «Вижницькому», «Подільські Товтри», «Сколівські Бескиди» НПП. Потребує режиму заповідності та заказного. Заборонено заготівлю рослин, меліоративні роботи, випас, вирубку лісів.
Розмноження та розведення у спеціально створених умовах: Культивують в Національному ботанічному саду ім. М. М. Гришка НАН України.
Господарське та комерційне значення: Декоративне, лікарське.